# Johnny Arthey
John Raymond « Johnny » Arthey (né le 24 septembre 1930, mort le 27 octobre 2007) est un chef d'orchestre, compositeur et arrangeur britannique.

## Biographie
Johnny Arthey commence sa carrière comme pianiste pendant son service militaire. Il devient un arrangeur très recherché dans les années 1960 et 1970, travaillant avec Engelbert Humperdinck, Mary Hopkin, Clodagh Rodgers, Vince Hill, Jonathan King, Julie Rogers, Joe Dassin, Camilo Sesto... Il écrit l'orchestration de succès tels que Eloise de Barry Ryan, To Be Young, Gifted and Black de Bob and Marcia ou You Can Get It If You Really Want de Desmond Dekker. Grâce à ses arrangements de cordes, ajouté aux enregistrements jamaïcains, il aide les artistes de reggae tels que The Pioneers à essayer d'être sur le marché britannique. Il arrange ainsi Johnny Reggae de The Piglets. En 1972, il forme le groupe de studio Blue Haze avec Phillip Swern ; leur version reggae Smoke Gets in Your Eyes prend la 32e place des ventes de singles.
Il dirige l'orchestre du Royaume-Uni au Concours Eurovision 1970 et 1971 et du Luxembourg en 1977.

## Source de la traduction
- (en) Cet article est partiellement ou en totalité issu de l’article de Wikipédia en anglais intitulé « Johnny Arthey » (voir la liste des auteurs).